# Лакордер, Жан-Батист Анри
Жан-Бати́ст Анри́ Лакорде́р; также Лякордер (фр. Jean-Baptiste Henri Lacordaire, en religion le père Henri-Dominique Lacordaire; 12 мая 1802[…], Ресе-сюр-Урс — 21 ноября 1861[…], Сорез) — французский католический проповедник, член Французской академии; восстановитель ордена Доминиканцев во Франции (1850).

## Биография
Родился в семье бывшего военно-морского врача и дочери юриста.
Сначала был адвокатом, считался вольтерьянцем.
В 1824 году занялся изучением богословия, принял духовное звание и выступил горячим защитником христианства вообще, в котором находил единственно правильное учение о нормах общественного быта, и в частности католичества, в котором усматривал единственную форму христианства, способную осуществить его идеалы. Согласно с Ламенне, с которым он сблизился, Лакордер думал, что можно быть искренним католиком и в то же время сторонником политической свободы. В журнале Ламенне «l’Avenir» он горячо отстаивал независимость церкви от правительства и после июльской революции основал вместе с Монталамбером, без разрешения государства, свободную коллегию; коллегия была закрыта по распоряжению гражданских властей, а в 1832 году запрещён папой журнал «L’Avenir».

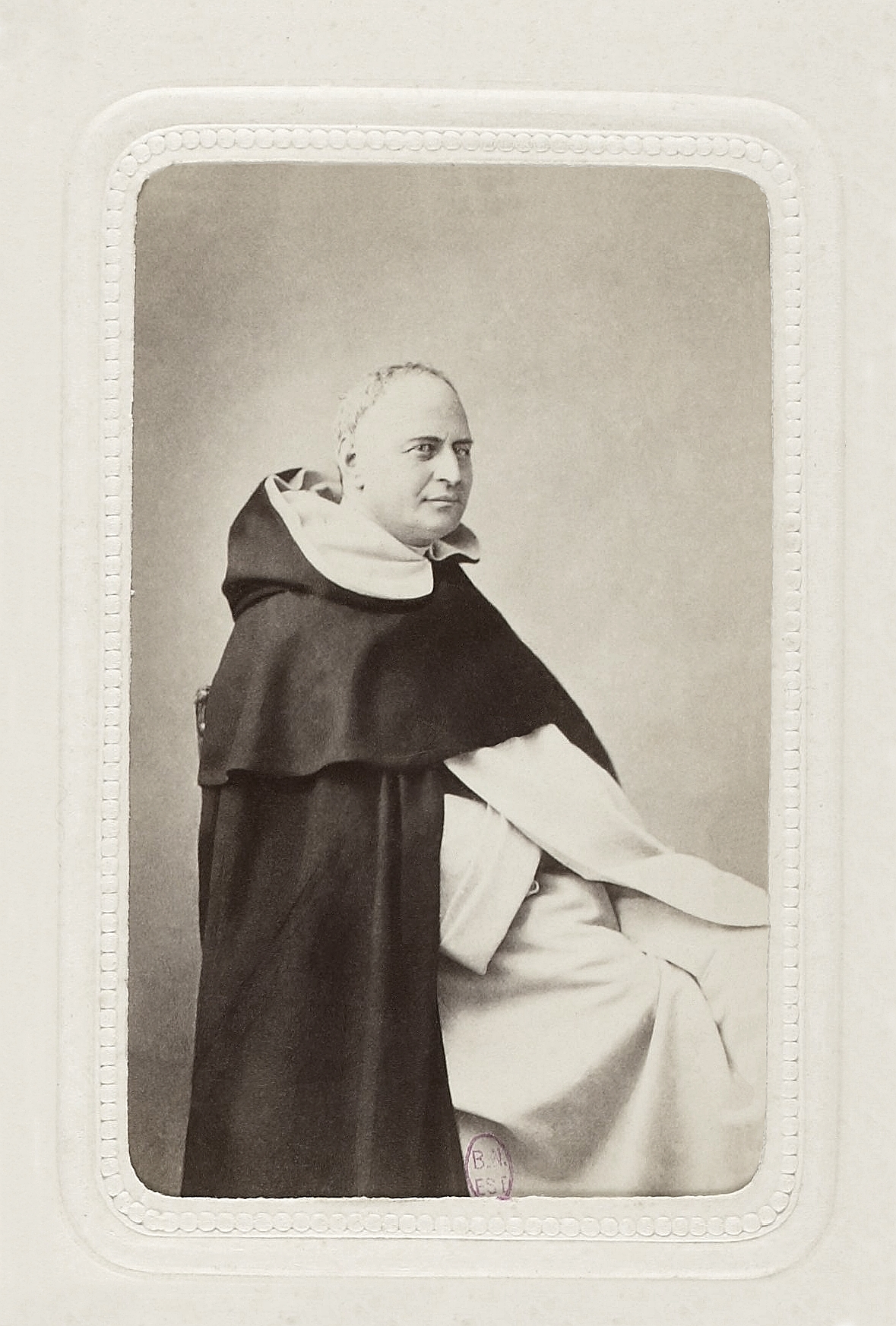
Лакордер в 1855 году

Подчинясь решению папы, Лакордер вступил в состав причта Собора Парижской Богоматери и с церковной кафедры стал защищать чисто ультрамонтанское (то есть ориентированное на римский престол, а не на национальные веяния во французском католичестве) учение в области богословия. Чтобы убедить высшее духовенство в своем отказе от прежних идей, Лакордер написал против Ламенне «Considerations sur le système philosophique de M. Lamennais» (1834). В 1839 году напечатал «Mémoire pour le rétablissement en France de l’erdre des frères prê cheurs», и вскоре вступил в орден доминиканцев. Написанная им «Vie de Saint-Dominique» (1840) легендарна и чужда всякой критики.
В 1841 г. возвратился из Италии в Париж и снова с блестящим успехом проповедовал перед массами слушателей.
В 1848 г. опять стал журналистом, издавал «Ere nouvelle» и был избран в члены учредительного собрания, но скоро сложил с себя депутатские полномочия.
С 1853 г. предался исключительно заботам об основанной им коллегии Sorrèze и написал «Lettres à un jeune homme sur la vie chrétienne» (1858), «Liberté de l’Eglise et de l’Italie», 73 проповеди и много надгробных слов.
Оригинальную черту в проповедях Лакордера составляет постоянное попытки скомбинировать католическую церковную доктрину, в её ультрамонтанском виде, с учением о политической свободе и правах народа. Не менее свойственно ему стремление согласовать веру со свободой научного исследования. В некоторых проповедях, однако, он доходит до полного отрицания науки, разума и просвещения.
Язык проповедей Лакордера, полный антитез, романтики и лиризма, его поклонники называли «языком апостола». Он действовал больше на воображение и чувство слушателей, чем на их ум. Сам Лакордер писал, что желая уврачевать болезни века — скептицизм и душевную смуту. Он более просит, чем угрожает и принуждает, более щадит, чем бичует. Его речь — наполовину религиозная, наполовину философская, так как он пришел к убеждению в истине христианства главным образом путём размышления.

После смерти Лакордера его сочинения были изданы в 1866 г., собрание его проповедей в 1886—1888 годах.
Отдельно были изданы его переписка с Софьей Петровной Свечиной (1862), с граф. Тур де Пен (1864); «Lettres à des jeunes gens» (1864); «Lettres à Th. Foisset» (1886).

## Сочинения
- Жизнь святого Доминика = Vie de Saint-Dominique. / Пер. с фр. [С.А.А.]. — М. : Истина и жизнь, [1999?]. — 287, [1] с. ISBN 5-88403-030-4 / И.Г.Д. Лакордер О.П. Жизнь святого Доминика. Перевод с франц. С.А.А. – М.: Типо-лит. И.Н. Кушнерев и Ко, 1915. – 302 с.